# 10839 Hufeland
10839 Hufeland este un asteroid din centura principală de asteroizi.

## Descriere
10839 Hufeland este un asteroid din centura principală de asteroizi. A fost descoperit pe 3 aprilie 1994 la Tautenburg de Freimut Börngen. Asteroidul prezintă o orbită caracterizată de o semiaxă mare de 2,70 ua, o excentricitate de 0,21 și o înclinație de 10,4° în raport cu ecliptica.